# Ab Visser
Albert (Ab) Visser (Groningen, 14 februari 1913 – Amsterdam, 9 mei 1982) was een Nederlands schrijver, dichter en criticus.

## Biografie
Ab Visser kwam uit een eenvoudig Gronings gezin en ging naar de ambachtsschool, maar volgde daarna een opleiding voor onderwijzer. Gegrepen door de literatuur probeerde hij reeds vroeg van de pen te leven. Hij debuteerde in 1936 met de dichtbundel Facetten, in 1937 gevolgd door de bundel Dubbelster. Beide in eigen beheer. In 1937 verscheen ook zijn eerste bundel verhalen onder de titel Meubelmaken III.  In 1938 verscheen De mensch wikt... zijn eerste roman en een bloemlezing uit de moderne Franse poëzie: 25 jonge Franse dichters; het verhaal gaat, dat de gedichten daarin deels van hemzelf waren, maar dat is nooit bewezen en waarschijnlijk niet waar. In 1939 richtte hij met Ferdinand Langen de Groningse kunstkring "Het Drieluik" op, die literaire voorleesavonden organiseerde en waartoe ook Max Dendermonde, Eddy Evenhuis, A. Marja en Koos Schuur behoorden. De groep stond ook bekend als de Groninger School. Van een echte school was echter geen sprake, het ging om totaal verschillende individuen.
Schrijver om den brode, was Visser de auteur van een enorme letterkundige productie. Behalve bijdragen aan tijdschriften en kranten staan ruim zeventig titels op zijn naam: romans, verhalen, poëzie, essays, jeugdboeken en detectives, overigens van wisselende kwaliteit. Als zijn beste werk wordt vaak zijn vijfdelige (semi-)autobiografische Jo Rutgers-cyclus beschouwd, waarvan het eerste deel, De buurt (1953), dat jeugdherinneringen bevat en het tweede deel, De vlag halfstok (1955), over zijn Groningse tijd gaan. God in Frankrijk (1958) speelt in Cagnes en De hel met negen deuren  (1962) in Amsterdam. In 1959 verscheen De valstrik dat in opdracht van het ministerie van Onderwijs, Kunsten en Wetenschappen werd geschreven.
In 1945 was Visser met zijn jonge bruid Edith Visser-Bongers in Amsterdam komen wonen. In 1947 reisde hij met haar naar Frankrijk, een jaar later naar Portugal, in 1949 naar Marokko en daarna weer naar Cagnes en Italië, in 1952 naar Wenen. Als hij tussendoor in Nederland kwam, verbleef hij in De Pauwhof, een kunstenaarsoord in Wassenaar. In de loop der jaren ontwikkelde hij zich tot een autoriteit op het gebied van de misdaadliteratuur: niet alleen als auteur, maar ook als criticus. In Het Vrije Volk had hij onder de naam Carel J. Bicker jarenlang een rubriek over detectiveromans. Maar ook de "hogere lectuur" bleef hem bezighouden: zo had hij in De Telegraaf enige jaren een poëzierubriek.
Een groot deel van zijn leven werd Visser gekweld door de ziekte van Bechterew, wat maakte dat hij steeds krommer ging lopen. Maar Visser zou Visser niet zijn, als hij daar niet met meesterlijke zelfspot over geschreven zou hebben, zoals tijdens zijn gastredacteurschap, kort voor zijn dood, in het Amsterdamse studentenblad Propria Cures. In 1980 trouwde hij met de vertaalster en schrijfster Margreet Hirs, met wie hij al sinds 1962 samenwoonde en reisde. 

## Selectie van het werk
- 25 jonge Franse dichters. Vertaald en ingeleid door Ab Visser. 's-Gravenhage: Daamen, 1938.
- De mensch wikt ... Wageningen: Zomer en Keuning, [1938].
- Woonschepen. Rotterdam: Nijgh & Van Ditmar, 1942.
- Bezet gebied, 1944, Schildpadreeks nr. 3, Jac. P. Romijn, ca. 150 exx, gesigneerd, 29 p, 19*13 cm, De Jong 879, Simoni V24,
- Bos-idylle. Naar een 18e eeuwse gravure. (Groningen), In agris occupatis, 1944. De Jong 99. Gedrukt door H.N. Werkman. Illustratie: C.A.B. Bantzinger. Volière-reeks no. 12.
- Rudolf de Mepse. Het monsterproces van Faan. Rotterdam: Nijgh & Van Ditmar, 1945.
- Na de reis. Gedichten. Amsterdam: De Arbeiderspers, 1946.
- Galg en rad. Een bundel novellen. Bussum: Kroonder, 1946.
- Millennium. Gedichten. Amsterdam: De Bezige Bij, 1946. Hierin werd de tekst van Bos-idylle opgenomen.
- Het agentschap. Novelle. Amsterdam: De Arbeiderspers, 1949.
- De erfenis. Amsterdam: De Arbeiderspers, 1951.
- De buurt. Kroniek van jeugdherinneringen. Amsterdam: De Arbeiderspers, 1953.*
- De vlag halfstok. Amsterdam: De Arbeiderspers, 1955.*
- Recitatief. Gedichten. Amsterdam: De Arbeiderspers, 1956.
- God in Frankrijk. Kroniek van een reis. 's-Gravenhage: Stols, [1958].*
- De valstrik. 's-Gravenhage: Stols, [1959].*
- De hel met negen deuren. 's-Gravenhage: Stols, [1962].*
- Kaïn sloeg Abel. Een handleiding voor de detective-lezer. Utrecht: Bruna, [1963].
- De chanteur en andere misdaadverhalen. Amsterdam: Veen, [1970].
- 't Peerd van Ome Loeks. Amsterdam: Arbeiderspers, 1970.
- Het klooster van Sint Jurriaan. Pauwhof-herinneringen. Utrecht / Antwerpen: A.W. Bruna, 1974.
- Sheffield staal. Drie verhalen. Brussel [etc.]: Manteau, 1978.
- Wat moet ik ermee. Herinneringen. [Brussel etc.]: Elsevier Manteau, 1979.
- De Grunneger staar. Een sterk verhaal. Utrecht-Bunnik, Sjaalmanpers, 1984, Sjaalmancahier 1.
- Tegendraads. Literair-kritische analyses. Amsterdam: Manteau, 1985.

De met * gemerkte romans behoren tot de Jo Rutgers-cyclus.